# Горна-Махала
Горна-Махала (болг. Горна махала) — село в Болгарии. Находится в Пловдивской области, входит в общину Калояново. Население составляет 366 человек.

## Политическая ситуация
В местном кметстве Горна-Махала, в состав которого входит Горна-Махала, должность кмета (старосты) исполняет Иван Тодоров Митов (Граждане за европейское развитие Болгарии (ГЕРБ)) по результатам выборов.
Кмет (мэр) общины Калояново — Александр  Крыстев Абрашев (коалиция партий: Граждане за европейское развитие Болгарии (ГЕРБ), Союз демократических сил (СДС), Демократы за сильную Болгарию (ДСБ), Земледельческий народный союз (ЗНС)) по результатам выборов.